# Villa Gargiulo
Die Villa Gargiulo ist ein Landhaus aus dem 19. Jahrhundert in Capodimonte im Viertel Stella von Neapel in der italienischen Region Kampanien. Es liegt in der Salita Moiarello.

## Geschichte
Die Villa gehörte der Familie Gargiulo. Sie ersetzte ein früheres Gebäude, das in der Karte des Duca di Noja von 1775 noch zu sehen ist.